# La Libertad, Nayarit
La Libertad är en ort i Mexiko.   Den ligger i kommunen San Blas och delstaten Nayarit, i den centrala delen av landet, 700 km väster om huvudstaden Mexico City. La Libertad ligger 220 meter över havet och antalet invånare är 1 581.
Terrängen runt La Libertad är kuperad åt sydost, men åt nordväst är den platt. Runt La Libertad är det ganska glesbefolkat, med 48 invånare per kvadratkilometer. Närmaste större samhälle är San Blas, 12,8 km väster om La Libertad. I omgivningarna runt La Libertad växer i huvudsak lövfällande lövskog.